# 許其孝
許其孝（？—？），直隶真定府藁城县人。兵部左侍郎許守謙第四子。

## 生平
万历三十一年（1603年）癸卯科顺天乡试举人，四十一年（1613年）癸丑科進士，歷河南府推官、山西同考、镇江府推官、应天同考，天啓三年擢升云南道御史，到淮扬巡视盐政。当时魏忠贤权势滔天，許其孝为了巴结他，请求在淮安为其建造瞻德祠，扬州建造沾恩祠，在建祠要上梁的时候，明熹宗去世的哀诏到来。当初高邑人赵南星上疏弹劾魏忠贤，真定人王钟庞担任中书舍人，赵南星以弹劾书稿委托王钟庞来书写，刚好王外出，許其孝撞见后藏于袖里，回去后急忙告诉魏忠贤，赵南星被论罪，王钟庞被贬到庄浪，此事东林列传、碧血录都有详细记载。崇祯初年，凡是为魏忠贤建祠者都被卷入逆案，許其孝也榜上有名，被弹劾去职。在家十余年，59岁因病去世。